# Charles Austin
Charles Austin (Bay City, Texas, 19 de diciembre de 1967) es un atleta estadounidense especialista en salto de altura que fue campeón olímpico en los Juegos de Atlanta 1996, además de campeón mundial al aire libre en Tokio 1991 y en pista cubierta en París 1997

## Biografía
Asistió a la Southwest Texas State University. Fue subcampeón nacional universitario de la NCAA en 1989, y campeón en 1990, su último año de universidad.
En 1991 llegó su consagración. Fue subcampeón nacional absoluto por detrás de Hollis Conway. Después, en la reunión atlética Weltklasse de Zúrich sorprendió a todos con un espectacular salto de 2'40, un nuevo récord de Estados Unidos que sería la mejor marca de toda su vida y que era la mejor del mundo ese año, empatado con el cubano Javier Sotomayor que también saltó 2'40 ese año.
Menos de un mes más tarde participó en los Mundiales de Tokio, donde volvió a sorprender ganando la medalla de oro con 2'38 por delante del gran favorito Javier Sotomayor, que solo fue plata con 2'36.
A continuación pasó algunos años bastante discretos. Se perdió la temporada de verano de 1993 a causa de una lesión. Al año siguiente solo fue 9.º en los campeonatos nacionales al aire libre.
En 1995 logró por primera vez en su vida el título de campeón nacional aboluto. Sin embargo fracasó en los mundiales de Gotemburgo, donde ni siquiera se clasificó para la final.
Su gran momento llegó en 1996. Ganó en las pruebas de clasificación para los Juegos Olímpicos de Atlanta, y ya en los Juegos obtuvo un triunfo memorable gracias a un salto de 2'39 que suponía un nuevo récord olímpico y la mejor marca mundial de la temporada. 
Austin era el primer estadounidense en ganar el oro olímpico de salto de altura desde que lo hiciera Charles Dumas en 1956. La medalla de plata fue para el polaco Arthur Partyka (2'37) y el bronce para el británico Steve Smith (2'35)
En marzo de 1997 logró en París el título mundial en pista cubierta con 2'35 Sin embargo su temporada al aire libre fue discreta y no se clasificó para la final en los Mundiales al aire libre de Atenas.
En 1998 fue 2.º en los Goodwill Games de Nueva York, la competición internacional más importante del año, con 2'33, su mejor marca de la temporada y 6.ª del ranking mundial. Luego consiguió la victoria en la Copa del Mundo de Johannesburgo con 2'31
En 1999 ganó el bronce en los Mundiales en pista cubierta de Maebashi (2'33) y fue finalista de los Mundiales al aire libre de Sevilla, donde acabó en 8.ª posición lejos de las medallas.
Participó sus terceros Juegos Olímpicos en Sídney 2000, donde sin embargo ya no estaba considerado entre los favoritos. Finalmente ni siquiera estuvo en la final, al no pasar de 2'20 en la calificación.
En los años siguientes tampoco obtuvo buenos resultados. Fue 10.º en los Mundiales al aire libre de Edmonton 2001 y ya no volvió a superar los 2'30.
Se retiró del atletismo en 2004.
Charles Austin fue un saltador de trayectoria irregular que solo tuvo dos años realmente brillantes, 1991 y 1996, donde logró sus grandes éxitos. Pese a todo es el mejor saltador estadounidense de las últimas décadas.
Es uno de los siete saltadores en la historia que han superado la barrera de los 2'40

## Resultados
- 1989

- 4.º en los Campeonatos NCAA en pista cubierta
- 2.º en los Campeonatos NCAA outdoor
- 5.º en los Campeonatos Nacionales outdoor

- 1990

- 3.º en los Campeonatos NCAA en pista cubierta
- 1.º en los Campeonatos NCAA outdoor
- 5.º en los Campeonatos Nacionales outdoor

- 1991

- 3.º en los Campeonatos Nacionales en pista cubierta
- 6.º en los Campeonatos Mundiales en pista cubierta de Sevilla (2'31)
- 2.º en los Campeonatos Nacionales outdoor
- 1.º en los Campeonatos Mundiales de Tokio (2'38)
- 10.º en la Universiada de Sheffield

- 1992

- 3.º en los Olympic Trials en Nueva Orleans
- 8.º en los Juegos Olímpicos de Barcelona (2'28)

- 1993

- 2.º en los Campeonatos Nacionales en pista cubierta
- 9.º en los Campeonatos Mundiales en pista cubierta de Toronto (2'24)

- 1994

- 9.º en los Campeonatos Nacionales outdoor

- 1995

- 4.º en los Campeonatos Nacionales indoor
- 1º en los Campeonatos Nacionales outdoor
- Elim. en los Mundiales de Gotemburgo (2'27)

- 1996

- 1.º en los Campeonatos Nacionales en pista cubierta
- 1.º en los Olympic Trials en Atlanta
- 1.º en los Juegos Olímpicos de Atlanta (2'39 OR)

- 1997

- 1.º en los Campeonatos Nacionales en pista cubierta
- 1.º en los Campeonatos Mundiales en pista cubierta de París (2'35)
- 1.º en los Campeonatos Nacionales outdoor
- Elim. en los Campeonatos Mundiales de Atenas (2'26)

- 1998

- 1.º en los Campeonatos Nacionales outdoor
- 2.º en los Goodwill Games de Nueva York (2,33)
- 1.º en la Copa del Mundo de Johannesburgo (2'31)

- 1999

- 3.º en los Campeonatos Nacionales en pista cubierta
- 3.º en los Campeonatos Mundiales en pista cubierta de Maebashi (2'33)
- 1.º en los Campeonatos Nacionales outdoor
- 8.º en los Campeonatos Mundiales de Sevilla (2'29)

- 2000

- 2.º en los Campeonatos Nacionales en pista cubierta
- 1.º en los Olympic Trials en Sacramento
- Elim. en los Juegos Olímpicos de Sídney (2'20)

- 2001

- 8.º en los Campeonatos Nacionales en pista cubierta
- 11.º en los Campeonatos Mundiales en pista cubierta de Lisboa (2'20)
- 2.º en los Campeonatos Nacionales outdoor
- 10.º en los Campeonatos Mundiales de Edmonton (2'20)

- 2002

- 7.º en los Campeonatos Nacionales outdoor

- 2003

- 1.º en los Campeonatos Nacionales en pista cubierta
- 10.º en los Campeonatos Mundiales en pista cubierta de Birmingham (2'20)
- 7.º en los Campeonatos Nacionales outdoor